# Station Garston (Hertfordshire)
Garston (Hertfordshire) is een spoorwegstation van National Rail in Watford in Engeland. Het station is eigendom van Network Rail en wordt beheerd door West Midland Trains. 